# 居皮河
居皮河（法語：Gupie，法語發音：[ɡypi]）是法国新阿基坦大区洛特-加龙省的河流，是加龍河的右支流，长19.4千米。